# Heliotropium tzvelevii
Heliotropium tzvelevii är en strävbladig växtart som beskrevs av T.N. Popova. Heliotropium tzvelevii ingår i Heliotropsläktet som ingår i familjen strävbladiga växter. Inga underarter finns listade i Catalogue of Life.